# 磯部哲
磯部 哲（いそべ てつ、1972年10月12日 - ）は、日本の法学者。専門は、行政法・医事法。学位は、博士（法学）（一橋大学・2000年）（学位論文「医師の統制――フランス医師会を中心に」）。慶應義塾大学法科大学院教授。法務省司法試験考査委員、ローマ教皇庁科学アカデミー客員会員、リヨン第3大学招聘研究員等を歴任。

## 略歴
- 1995年3月 - 慶應義塾大学法学部法律学科卒業
- 1997年3月 - 一橋大学大学院法学研究科修士課程公法学専攻修了
- 2000年3月 - 一橋大学大学院法学研究科博士課程公法学専攻修了 - 博士（法学）（一橋大学）（学位論文「医師の統制――フランス医師会を中心に」）
- 2000年4月 - 日本学術振興会特別研究員（2001年3月まで）
- 2001年4月 - 関東学園大学法学部専任講師
- 2002年10月 - 関東学園大学法学部助教授
- 2004年4月 - 獨協大学法学部専任講師、庄和町情報公開・個人情報保護審査会委員
- 2005年4月 - 獨協大学法学部助教授、長野県個人情報保護審議会会長職務代理者
- 2006年4月 - 神奈川県個人情報保護運営審議会委員
- 2007年4月 - 獨協大学法学部准教授（法改正による）、埼玉県情報公開審査会委員
- 2010年4月 - 慶應義塾大学大学院法務研究科准教授、神奈川県情報公開・個人情報保護審議会委員
- 2013年4月 - 慶應義塾大学大学院法務研究科教授
- 2014年 - 法務省司法試験考査委員
- 2015年 - リヨン第3大学招聘研究員
- 2020年 - 総務省情報公開・個人情報保護審査会委員[2]、厚生労働省医薬品等行政評価・監視委員会委員長[3]
- 2021年 - 厚生労働省新型コロナウイルス感染症対策分科会臨時構成員[4]、厚生労働省中央労働委員会公益委員[5]

国家公務員採用総合職試験専門委員、総務省独立行政法人評価委員会統計センター分科会専門委員、厚生労働省厚生科学審議会感染症部会委員、内閣府地方分権改革有識者会議提案募集検討専門部会委員、日本学術会議医師の専門職自律の在り方に関する検討委員会委員、独立行政法人医薬品医療機器総合機構救済業務委員会委員等も務める。

## 所属学会
- 日本学術会議連携会員[13]
- 日本公法学会 （国内）
- 日本医事法学会 （国内）

## 家族
- 祖父：磯部巌（内務官僚、秋田県知事）
- 父：磯部力（法学者、東京都立大学 (1949-2011)名誉教授、元立教大学教授、國學院大學法科大学院教授）

## 著書
- 『行政法Visual Materials』（高橋滋,野口貴公美,薄井一成,大橋真由美,織朱實,岡森識晃,小舟賢,服部麻理子,寺田麻佑,周蒨と共著）有斐閣 2014
- 『臨床研究に関する欧米諸国と我が国の規制・法制度の比較研究 : 平成25年度-26年度総合研究報告書』厚生労働科学研究費補助金 (医療技術実用化総合研究事業 (臨床研究・治験推進研究事業)) 2015
- 『事例から行政法を考える = Rethinking Administrative Law through Cases (法学教室LIBRARY) 』（北村和生,深澤龍一郎,飯島淳子と共著）有斐閣 2016